# 25-ös busz (Szombathely)
A szombathelyi 25-ös jelzésű autóbusz a Vasútállomás és az Aranypatak lakópark megállóhelyek között közlekedett 2025. február 1-ig. A vonalat a Blaguss Agora üzemeltette. A buszokra csak az első ajtón lehet felszállni.

## Története
2012. március 1-jéig a Vasútállomás és az Olad, autóbusz-forduló megállóhelyek között közlekedett majd más járatokkal együtt megszüntették. 
A 2013-as közgyűlésen új tervet dolgoztak ki melyben újraindítása szerepelt a Vasútállomás és az Aranypatak lakópark között gyorsjáratként. A tervet elfogadták így 2013. szeptember 2-ától újraindult. Az utasszámlálási adatok 2013 szeptembere és decembere között jó adatokat mutattak.
Lakossági bejelentés alapján, 2014. március 1-jétől, a Derkovits Bevásárlóközpont és Árkádia Bevásárlóközpont megállók helyett a Szolgáltatóház (Váci Mihály utca), Oladi iskolák megállóhelyeket érintette. 
2016. február 1-től megállt a Nagy László utca megállóhelynél is.
2022. január 1-től a vonal üzemeltetését a Blaguss Agora vette át. Ettől a naptól kezdve a járatok minden, az útvonalon lévő, megállóban megálltak. 
2025. február 1-től az újraszervezett 22-es járat váltotta fel..

## Közlekedése
Munkanapokon közlekedett, 60 percenként a reggeli és a délutáni csúcsidőben, a kettő között 120 percenként.

## Útvonala
| Aranypatak lakópark felé | Vasútállomás felé |
| --- | --- |
| Vasútállomás - Szelestey László utca - Petőfi Sándor utca - Paragvári utca - Váci Mihály utca - Kodály Zoltán utca - Kassák Lajos utca - Dolgozók útja - Séi körforgalom - Dolgozók útja - Aranypatak lakópark | Aranypatak lakópark - Dolgozók útja - Kassák Lajos utca - Kodály Zoltán utca - Váci Mihály utca - Paragvári utca - Petőfi Sándor utca - Király utca - Széll Kálmán utca - Vasútállomás |

## Megállói
| 0  | Vasútállomás                                                           | 15 | 1U, 2A, 2C, 3H, 5, 6, 6H, 7, 9, 10H, 12, 20A, 20C, 21, 21A, 22, 23, 27, 27A, 29A, 29C, 30Y | Szombathely Helyi autóbusz-állomás, Éhen Gyula tér |
| 2  | Szelestey László utca 27.                                              | ∫  | 1U, 5, 12, 21, 22, 23                                                                      | |
| ∫  | 56-osok tere (Széll Kálmán utca)                                       | 14 | 1U, 2A, 3H, 5, 6, 6H, 9, 10H, 12, 20A, 21, 21A, 22, 23, 27, 27A, 29A, 30Y                  | 56-osok tere, Vámhivatal, Földhivatal, Államkincstár, Gyermekotthon |
| 3  | Szelestey László utca 15.                                              | ∫  | 1U, 5, 12, 21, 22, 23                                                                      | SZTK, Március 15. tér, Agora Művelődési és Sportház |
| ∫  | Savaria Nagyszálló                                                     | 13 | 1U, 5, 12, 21, 22, 23                                                                      | MÁV Zrt. Területi Igazgatóság, Savaria Nagyszálló, Mártírok tere, Savaria Mozi, Savaria Múzeum                                                                          |
| 4  | Berzsenyi Könyvtár                                                     | 11 | 1U, 5, 12, 21, 22, 23                                                                      | Berzsenyi Dániel Könyvtár, Petőfi Üzletház, A 14 emeletes épület, Domonkos rendház, Nemzeti Adó- és Vámhivatal, Paragvári utcai Általános Iskola, Dr. Antall József tér |
| 5  | Paragvári utcai Általános Iskola                                       | 10 | 12, 21, 22                                                                                 | Paragvári utcai Általános Iskola, Deák Ferenc utcai rendelő |
| 6  | Dr. István Lajos körút (Korábban: Horváth Boldizsár körút)             | 9  | 12, 21, 22                                                                                 | Markusovszky Kórház, Nővér szálló, Vérellátó, Tüdőszűrő |
| 8  | Művészeti Gimnázium (Paragvári utca)                                   | 7  | 2A, 2C, 4H, 5, 5H, 9, 10H, 12, 20A, 20C, 21, 22, 24, 29A, 29C                              | Művészeti Gimnázium |
| 9  | Váci Mihály Általános Iskola                                           | 6  | 2A, 2C, 4H, 5, 9, 10H, 22                                                                  | Váci Mihály Általános Iskola, Fiatal Házasok Otthona, Mocorgó Óvoda |
| 10 | Szolgáltatóház (Váci Mihály utca) (Korábban: Váci Mihály utca (MATCH)) | 5  | 2A, 2C, 4H, 5, 9, 10H, 22                                                                  | |
| 11 | Oladi iskolák (Korábban: Oladi Művelődési és Oktatási Központ)         | 4  | 4H, 5, 5H, 9, 10H, 24, 30Y                                                                 | Oladi Művelődési és Oktatási Központ, Simon István utcai Általános Iskola, Teleki Blanka Szakközép és Szakiskola                                                        |
| 12 | Nagy László utca                                                       | 3  | 4H, 5, 5H, 9, 10H, 24, 30Y                                                                 | Batthyány-Strattmann László és Fatimai Szűz Mária templom |
| 14 | Dugovics Titusz utca                                                   | 2  | 30Y                                                                                        | |
| 16 | Aranypatak lakópark                                                    | 0  |                                                                                            | |